# Lupsault

Lupsault este o comună în departamentul Charente, Franța. În 1 ianuarie 2022 avea o populație de 111 de locuitori.